# Faridkot (Stadt)
Faridkot (Panjabi ਫ਼ਰੀਦਕੋਟ ਸ਼ਹਿਰ) ist eine Stadt im indischen Bundesstaat Punjab.
Faridkot ist Verwaltungszentrum des gleichnamigen Distrikts. Die Stadt liegt zwischen Firozpur und Bathinda. Die nationale Fernstraße NH 15 (Bathinda–Amritsar) verläuft durch Faridkot.
Beim Zensus 2011 betrug die Einwohnerzahl 85.435.
Faridkot war die Hauptstadt des gleichnamigen Fürstenstaates.